# 西郡 (八尾市)
西郡（にしごおり）は、大阪府八尾市内の一地域。
八尾市の北西部に位置し、八尾市制施行前の西郡村であった地域であり、新住所表記では、新家町、山賀町、泉町、桂町、幸町、高砂町の各地域に該当する。

## 歴史・概要

### 近代以前
（日本 > 畿内 > 河内国 > 若江郡 > 西郡村）
江戸時代初期に大坂の陣における主戦場のひとつとなった。（→八尾・若江の戦いを参照のこと）

### 近代以降
（日本 > 大阪府 > 中河内郡 > 西郡村）
- 1889年4月1日の市町村制施行に伴い、単独で西郡村となる。
- 1948年4月1日に八尾町・龍華町・久宝寺村・大正村・西郡村の2町3村が合併、市制を施行し八尾市となり、中河内郡を離脱。
- 1960年代から、寝屋川水系の治水対策で当地区の北側、東大阪市との境界に東の恩智川と西の楠根川をつなぐ水路（第二寝屋川）が開削され、1969年ごろに竣工した。

## 地理
かつては北辻、中辻、西辻の3つの集落からなる村で、それぞれ現在の幸町2〜3丁目付近、桂町1〜3丁目付近、新家町2丁目周辺にあたり、河内街道沿いを中心に発達した。現在は旧街道の少し西を府道八尾枚方線が通り、沿道は概ね商業地となっている。桂町、幸町内は歴史的経緯から市営団地が多く建っている。高砂町に大規模な府営団地がある。
現在は第二寝屋川により北側の境界は明確になっている。西側は新家町を貫くように大阪中央環状線が通る。その西側は以前から目立った民家はなく、現在もほとんどが工場や商店、田畑である。

### 河川
地域北側を東から西へ第二寝屋川が流れる。昭和40年代に開削された新しい川である。西側には南から北へ楠根川が流れる。八尾市から少し外れた場所で合流する。

### 交通
道路
- 近畿自動車道
当地に東大阪南ICおよび八尾本線料金所があるが、出入口アプローチ部分は東大阪市にある。ハーフインターチェンジ。
- 大阪府道2号大阪中央環状線
当地の西、新家町を南北に貫いている。旧西辻集落の西をかすめ通る。南行きの新家町東交差点から集落内部を南へ貫ける狭い一方通行の道があるが、新家町3丁目交差点をショートカットする萱振、青山町方面への抜け道となっており交通量は多い。
- 大阪府道21号八尾枚方線
旧街道である河内街道のバイパス道路。沿線沿いに商業施設が多い。
- 大阪府道174号八尾道明寺線

路線バス
- 旧河内街道沿いを近鉄バスが通る。地域東の高砂団地からは近鉄山本方面への路線がある。

## 地域

### 新家町
楠根川より西の地域で、町内を南北に大阪中央環状線が貫いている。沿道は商店がほとんど無く、旧家が多い。
南側を大阪府道174号八尾道明寺線が東西に通っている。地域の一部が金物団地内に入り込んでいる。
主な施設、旧跡
- 近畿大学・近畿大学附属高等学校
中央環状線の西、東大阪市内に所在するものの、一部の施設が当地内に入りこんでいる。

### 山賀町
大まかには楠根川と府道八尾枚方線の間に位置する。中小の町工場が多い。
主な施設、旧跡
- 中央交通 八尾営業所、ローレル観光バス 八尾営業部
観光バス・貸切バスの運行を行っている企業。ネオプランの輸入代理店。

### 泉町
府道八尾枚方線沿線の地域で、旧河内街道の西側に位置する。府道沿いは商業施設が多い。旧街道付近は住宅街である。
主な施設、旧跡
- 西郡天神社
西郡村の氏神。神社の前で十三街道が河内街道から分かれて東へ続いている。

### 桂町
地域の南東部に位置する。旧河内街道沿いは旧い民家が多いが、少し東へはいると市営住宅が軒を連ねている。
主な施設、旧跡

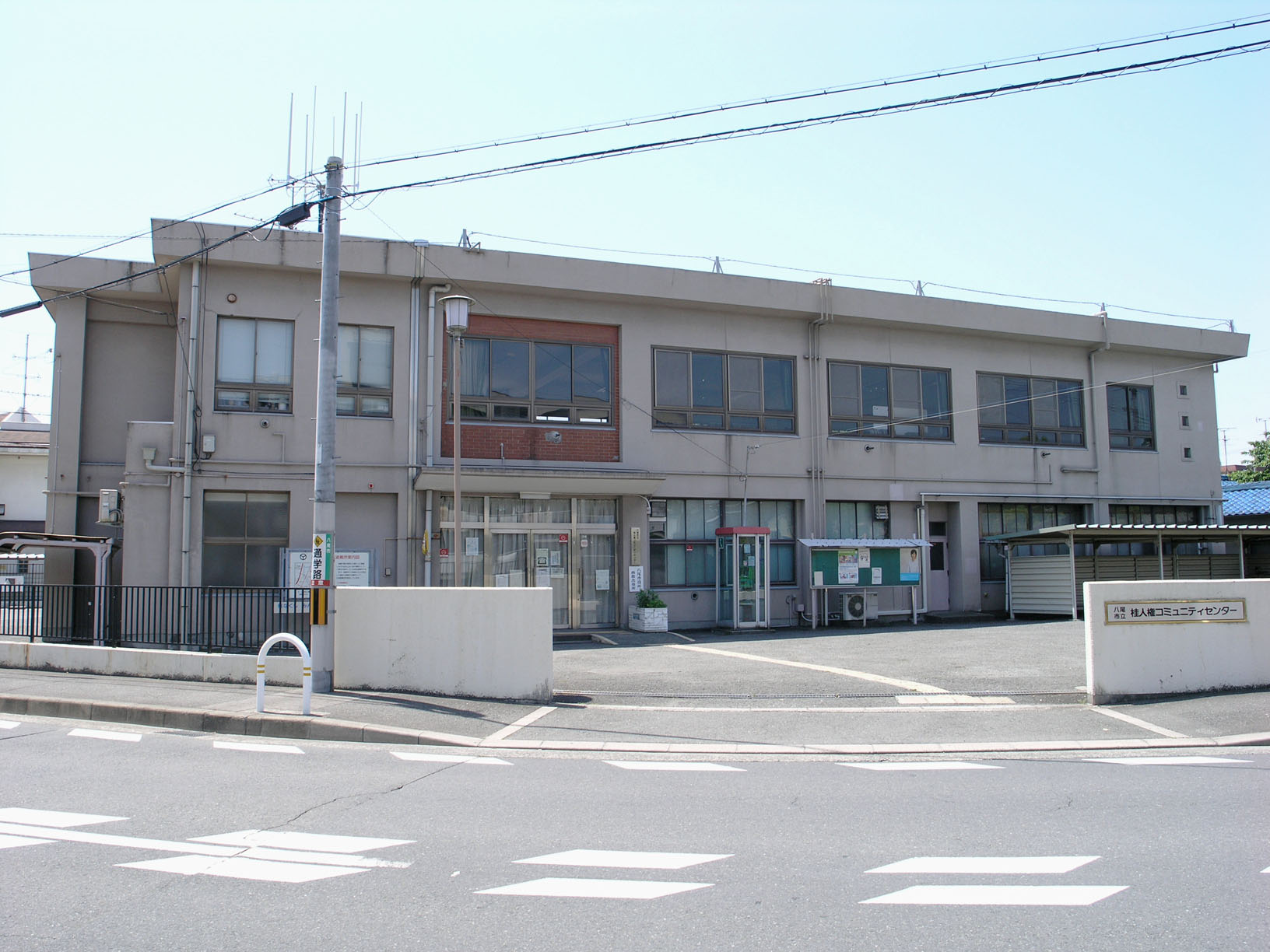
市役所西郡出張所・桂人権コミセン
（桂町2－37）

- 八尾市役所西郡出張所・桂人権コミュニティセンター
- 西願寺
- 八尾市立桂中学校
- 八尾市立桂小学校
- 桂公園

### 幸町
地域の北に位置する。地域全体に市営住宅が点在する。

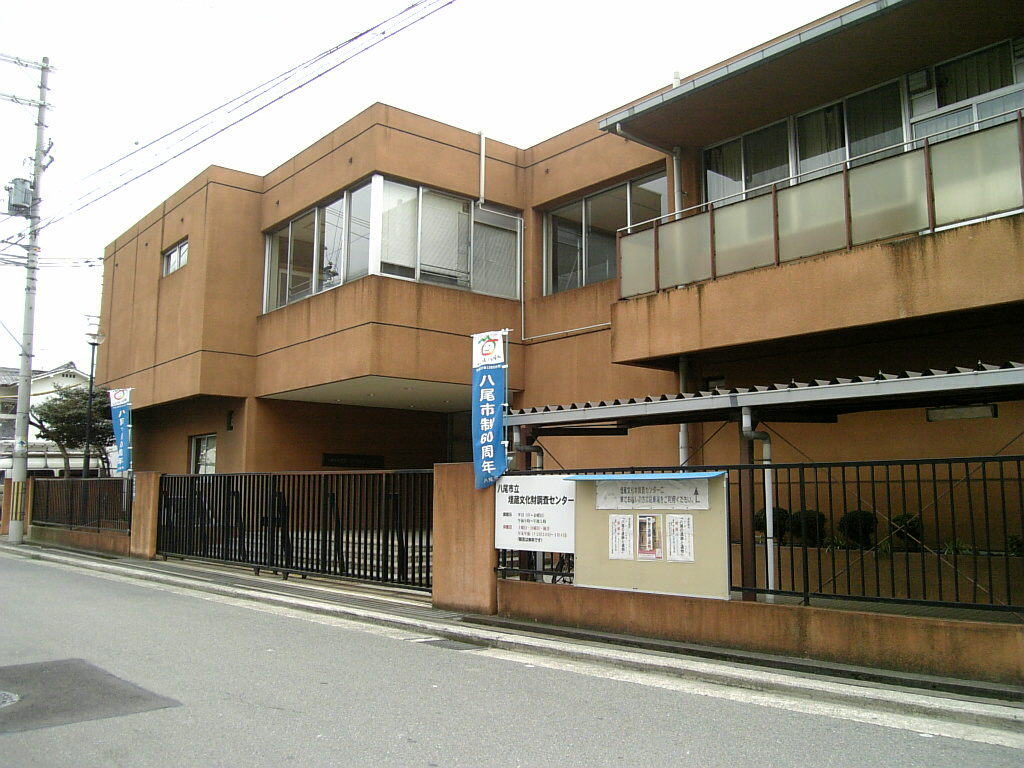
埋蔵文化財調査センター
（幸町4-58-2）

主な施設、旧跡
- 八尾市立埋蔵文化財調査センター
- 八尾幸町郵便局
- 木村重成墓
幸町五丁目公園にある。元は少し北にあったが第二寝屋川開削に伴い移設された。
- 宣念寺

### 高砂町
地域の北東に位置し、区域の大半が府営住宅となっている。北側の第二寝屋川沿い近くは工場が多い。
主な施設、旧跡
- 大阪府営高砂住宅
八尾市内で最大規模の団地集積地。